# The Visitor (Arena)
The Visitor è il terzo album in studio del gruppo rock britannico Arena, pubblicato nel 1998.

## Tracce
1. A Crack in the Ice – 7:25
2. Pins and Needles – 2:46
3. Double Vision – 4:25
4. Elea – 2:36
5. The Hanging Tree – 7:10
6. A State of Grace – 3:26
7. Blood Red Room – 1:48
8. In the Blink of an Eye – 5:29
9. (Don't Forget To) Breathe – 3:40
10. Serenity – 2:10
11. Tears in the Rain – 5:44
12. Enemy Without – 5:05
13. Running from Damascus – 3:45
14. The Visitor – 6:14

## Formazione
- Clive Nolan - tastiere
- Mick Pointer - batteria
- Paul Wrightson - voce
- John Mitchell - chitarre
- John Jowitt - basso